# Gerard de Ridefort
Gerard de Ridefort (Flandrija, oko 1140. - ?, 4. listopada 1189.), flamanski plemić i deseti veliki meštar vitezova templara (1184. – 1189.).
Nije poznato kada je došao u Svetu zemlju u potrazi za avanturom i srećom, a spominje se prvi put u povelji jeruzalemskog kralja Balduina IV. u kasnim 1170-ima kao maršal kraljevstva. Po dolasku u Palestinu sprijateljio se s grofom Rajmundom III. od Tripolija, a po dolasku u Jeruzalem postao je blizak s Gvidom Lizinjanskim, koji je pretendirao na jeruzalemsku krunu, jer je mladi kralj Balduin IV. (1174. – 1185.) bio smrtno obolio od gube.
Gerard je uskoro ušao u templarski red, da bi 1183. godine bio izabran za senešala. Već sljedeće godine bio je izabran, poslije smrti Arnolda de Torroja († 1184.), za novoga velikog meštra vitezova templara. Nakon smrti mladoga kralja 1185. godine, podupirao je Gvida Lizinjanskog u borbi za kraljevsko prijestolje, nasuprot Rajmundu III. od Tripolija koji je također bio pretendent na krunu. Uz Gerardov utjecaj i pomoć, Gvido je naposljetku, u srpnju 1186. godine, prigrabio kraljevsku krunu i okrunio se za novoga jeruzalemskog kralja.
Saladin je odlučio napasti teritorije Jeruzlemskog Kraljevstva, jer novi kralj Gvido Lizinjanski (1186. – 1190.) nije želio spriječiti svoje križare koji su pljačkali i napadali muslimanske teritorije. Veliki meštar Gerard de Ridefort je svojim ishitrenim i nepromišljenim akcijama pogoršao nezavidnu situaciju kršćana u Svetoj zemlji, što je rezultiralo sukobom između kršćanske vojske predvođene kraljem Gvidom i muslimana predvođenih sultanom Saladinom u bitci kod Hattina u srpnju 1187. godine, u kojoj je tragično stradala gotvo čitava križarska vojska. Nakon bitke, Saladin je zarobio i pogubio 230 vitezova templara, ali pustio je na slobodu, također zarobljenog, Gerarda.
Saladin je nastavio napredovanje u križarske zemlje te je ubrzo zauzeo Gazu, Aškalon i Akru i druge gradove, nakon čega je u kršćanskim rukama ostalo svega nekoliko gradova. Godine 1189., dolaskom pojačanja iz Europe, križari su, uz pomoć templara, opsjeli Akru. Međutim, uskoro je došao Saladin i okružio križare te započeo tešku i krvavu bitku tijekom koje je poginuo veliki meštar Gerard.
Naslijedio ga je Robert de Sable na dužnosti velikog meštra.